# Kék rizsjácint
A kék rizsjácint (Monochoria korsakowii) a vízijácintfélék családjába tartozó, kelet-ázsiai eredetű vízinövény, amely Dél-Európában és Észak-Afrikában inváziós fajként terjed.

## Előfordulása
Kelet-Ázsia mérsékelt övi zónájában őshonos; ottani elterjedésének északi határa egybeesik a rizstermesztés határával. Mára Közép- és Nyugat-Ázsián keresztül megjelent Dél-Európában és Észak-Afrikában is. A Fekete-tenger északi partvidékén 1932-ben, a Pó-síkságon 1985-ben észlelték. Elsősorban a felhagyott rizsföldeken alkot nagy állományokat, innen pedig a vízimadarak terjesztik tovább.
Magyarországon először 1990-ben tűnt fel a Hortobágy–Berettyó-főcsatornában Ecsegfalvánál. Mára ez az állománya kipusztult, akárcsak a túrkevei is. 1999-ben Karcag mellett az indiánrizzsel (Zizania aquatica) bevetett földekre a vetőmaggal együtt jutott ki és a későbbi években is fennmaradt. Melegigényes, Európában Magyarországon van legészakibb előfordulása.

## Megjelenése
A kék rizsjácint 40–60 cm magas, sekély vízben élő évelő növény. Szára és levelei szivacsos felépítésűek. Az iszapban rövid, függőleges vagy ferde gyöktörzse és bojtos gyökérzete rögzíti. Tőleveleinek nyele akár a 40 cm-t is elérheti. 6–12 cm hosszú és 4–9 cm széles levele szíves-elliptikus alakú és párhuzamos erezetű. A levélnyél tövét nagy, feltűnően szivacsos levélhüvely veszi körül.
Július-augusztusban virágzik. Megnyúlt bugavirágzatai áltengelyes hajtásokon nőnek, alulról buroklevél veszi körbe őket. Az egyes virágok 2-3,5 cm átmérőjűek, enyhén aszimmetrikusak, hat sziromszerű, tövénél összenőtt, kék lepellevél található rajtuk.    Hat porzója közül az alsó, középső helyzetűnek kék portokja van; a többinek viszont sárga.
Termése a megmaradó lepellevelek által szorosan fedett toktermés, amely számtalan apró, elliptikus, hosszában barázdált magot tartalmaz.

## Életciklusa
Július-augusztusban virágzik. Megtermékenyülés után a virágzat lehajlik és a termés már a vízben érik meg, oda is szórja ki a magvait. Fény- és vízigényes 30–35 cm-es vízborítást kíván ezért a rizsföldek ideális élőhelyet biztosítanak számára. Elviseli a szikes talajt és a herbicidekkel szemben is rezisztens.

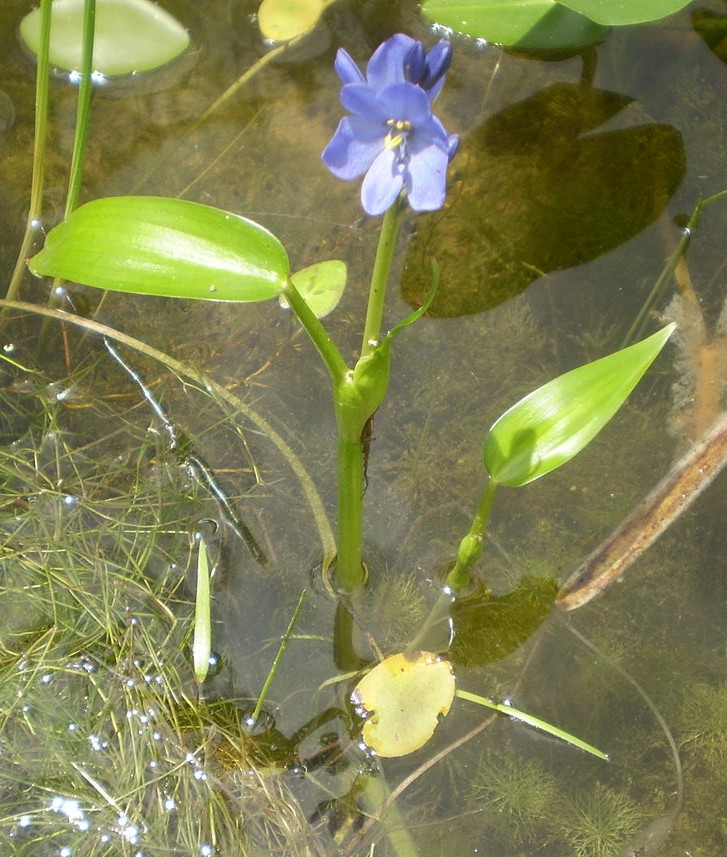
Habitusa
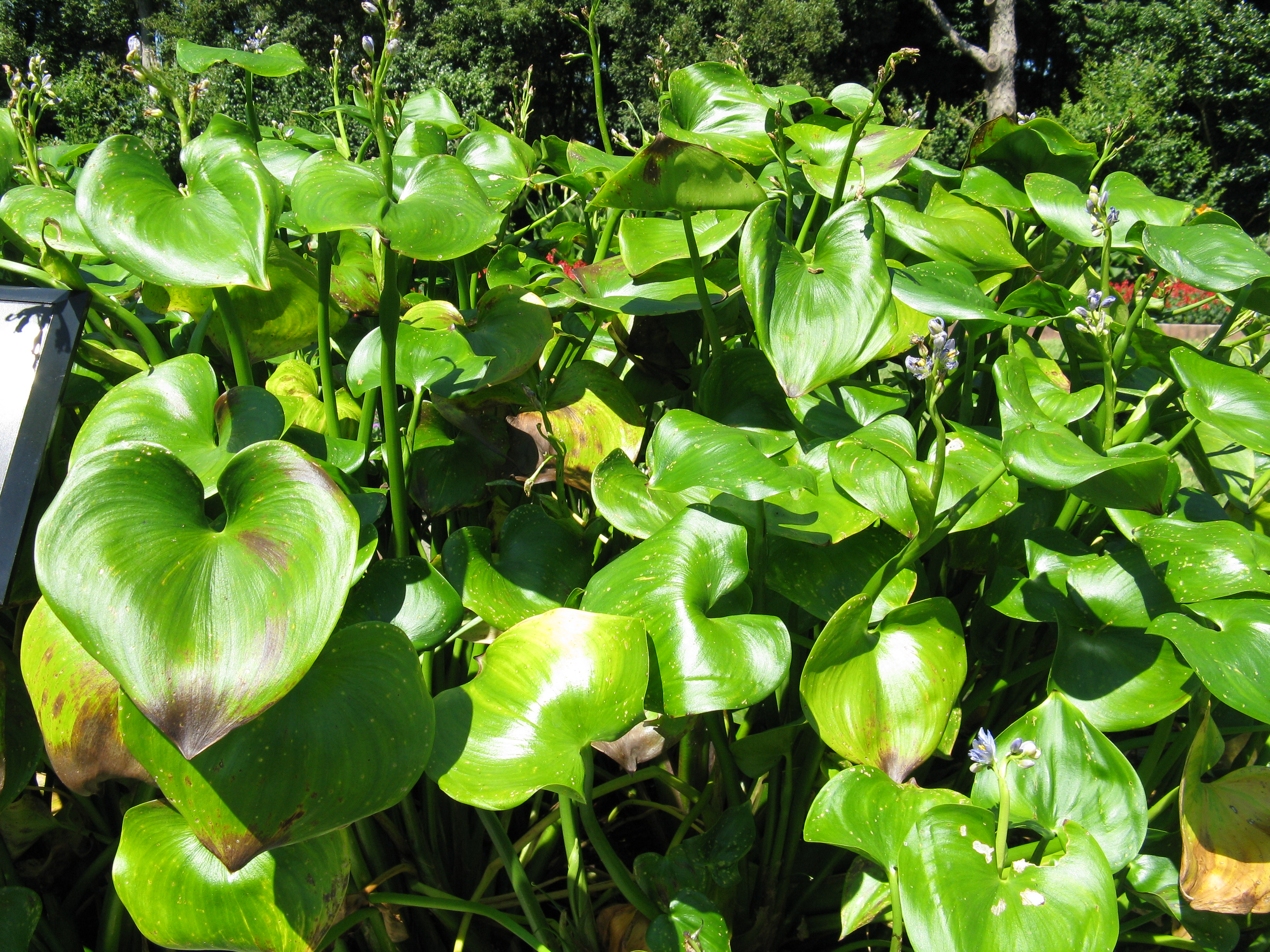
Levelei
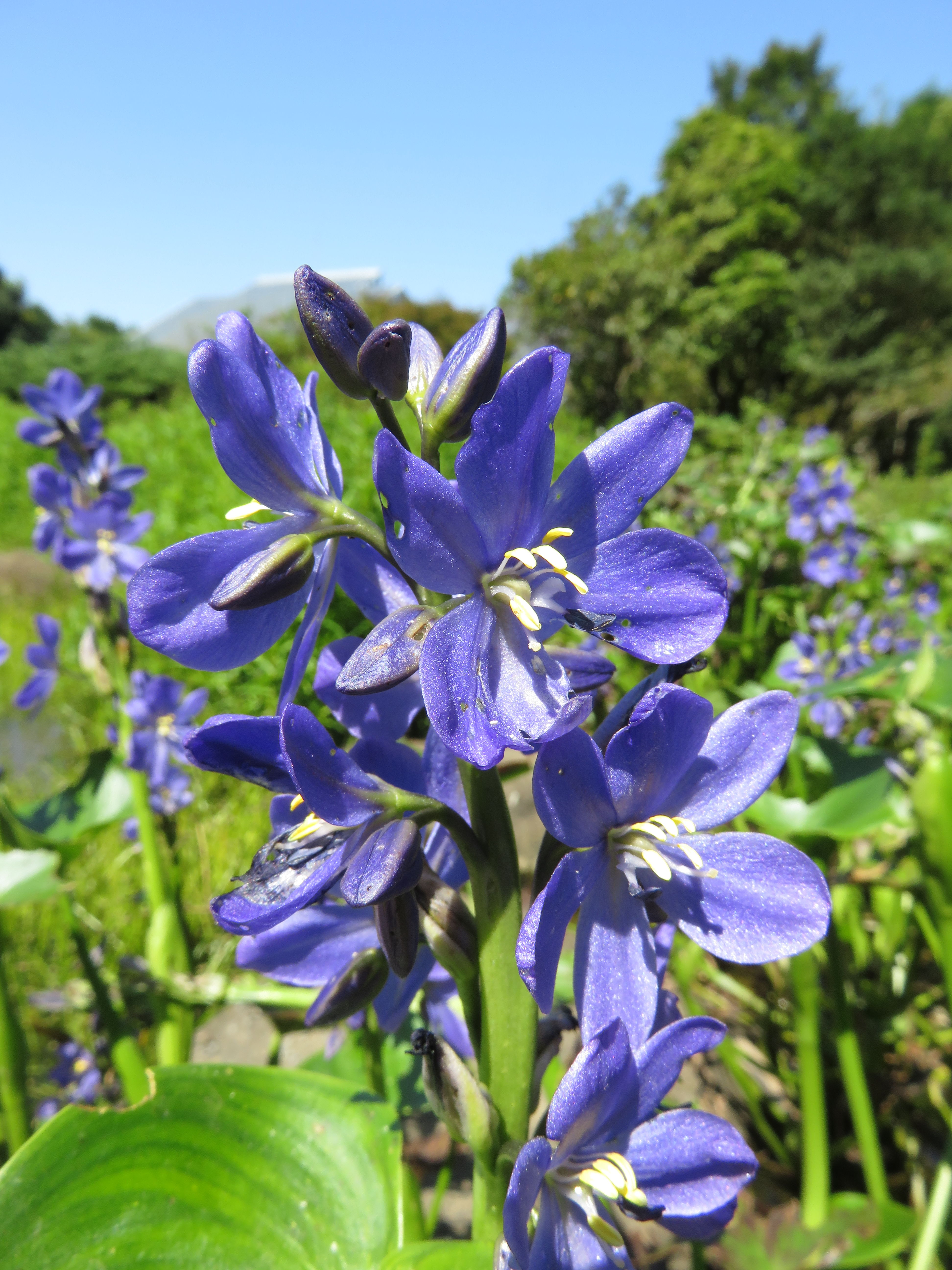
Virága
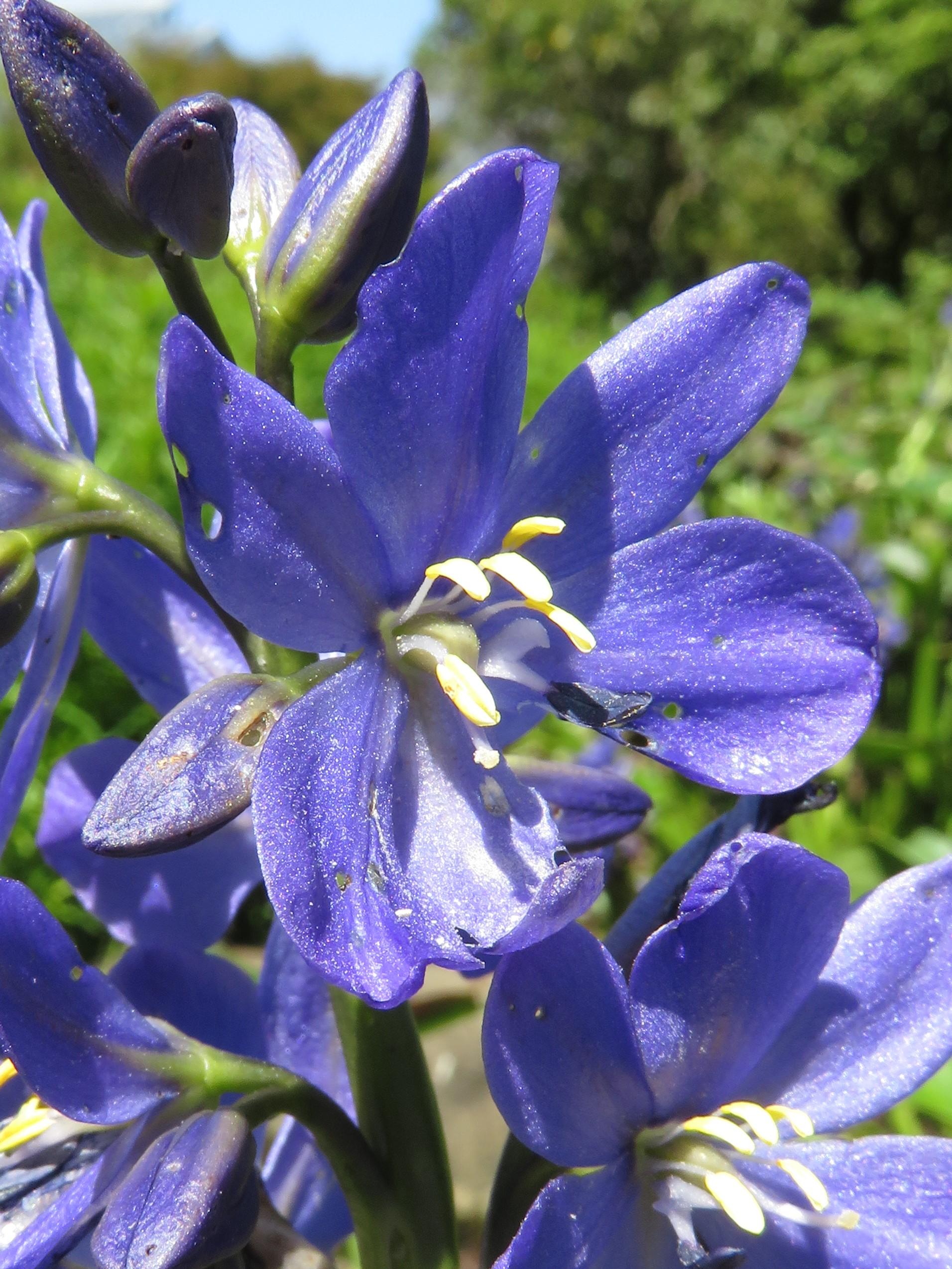
Virága közelről. Látható az alsó kék portok